# Laroquevieille
Laroquevieille ist ein französischer Ort und eine Gemeinde mit 349 Einwohnern (Stand 1. Januar 2022) im Département Cantal in der Region Auvergne-Rhône-Alpes (vor 2016 Auvergne). Die Gemeinde gehört zum Arrondissement Aurillac und zum Kanton Naucelles. 

## Lage
Laroquevieille gehört zur historischen Region des Carladès und liegt etwa 14 Kilometer nordnordöstlich des Stadtzentrums von Aurillac am Authre. Umgeben wird Laroquevieille von den Nachbargemeinden Girgols im Nordwesten und Norden, Lascelle im Osten, Velzic im Südosten und Süden sowie Marmanhac im Süden und Westen.

## Bevölkerungsentwicklung
| Jahr                       | 1962 | 1968 | 1975 | 1982 | 1990 | 1999 | 2006 | 2011 | 2019 |
| Einwohner                  | 541  | 504  | 465  | 440  | 402  | 324  | 354  | 366  | 355  |
| Quellen: Cassini und INSEE |      |      |      |      |      |      |      |      |      |

## Sehenswürdigkeiten
- Kirche Saint-Pardoux, Monument historique
- Schloss Vercueyre, Monument historique
- Schloss Réquiran, Monument historique
- Schloss La Roquevieille, Monument historique

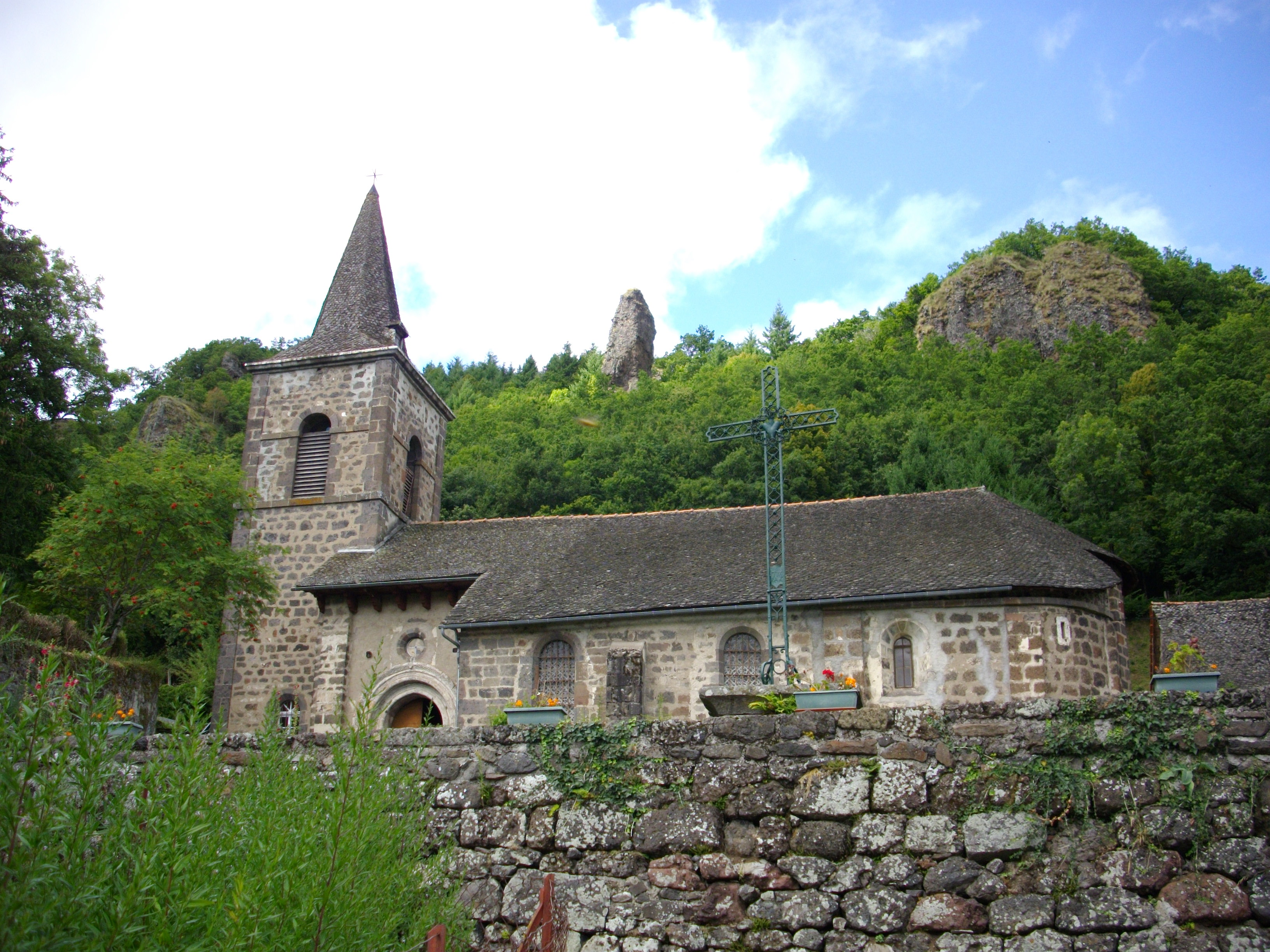
Kirche Saint-Pardoux